# 滿懷美夢的少年是現實主義者
《滿懷美夢的少年是現實主義者》是日本作家創作的輕小說系列，由2018年12月7日起於成為小說家吧連載。2020年6月1日起經HJ文庫發行實體書，擔綱插畫。改編漫畫由2021年3月26日起開始在漫畫網站「ComicWalker」連載，由繪畫。改編電視動畫於2023年7月3日至9月18日播映，動畫製作公司是Studio五組和AXsiZ。

## 角色列表

### 光越高中

#### 1年C班
佐城涉（聲：宮瀨尚也）
本作品的主角。單戀同班的美少女同學夏川愛華，因此以實現兩情相悅為目標而努力，中學時熱情地接近對方，不斷告白皆被拒絕。高中一年級的某一天突然回過神來發覺自己配不上夏川，從追求者轉為為其應援的粉絲並保持距離。暑假开始在二手书店打工，因此认识了许多新朋友。
夏川愛華（聲：涼本秋穗）
班上的美少女優等生。其容貌與勤勉的性格備受大家喜愛，對佐城涉突然轉變的態度感到困惑，陷入了悶悶不樂的窘境。
蘆田圭（聲：花守由美里）
愛華最好的朋友。排球社的女孩。性格積極向上，交流能力強，性格上喜歡開朗的人，和涉則是如同損友一般相互玩耍的關係。很崇拜风纪委员会长宮凛。
一之瀨深那（聲：佐伯伊織）
一之濑优的妹妹，是一个性格安靜的文學少女，喜欢看书，也是渉工作的书店的常客，右眼平常被头发遮住，看书时会把头发扎起来。动画第八话开始和渉一起在书店工作，理由是想要独立，不想一直依赖哥哥。
山崎拓郎（聲：細田健太）
涉的朋友。会经常用锁喉的方式来和涉聊天。
佐佐木貴明（聲：室元氣）
涉的朋友，光越高中足球社的成員。
田端博人（聲：丹羽哲士）
涉的朋友。
白井乃乃香（聲：園山光）
愛華的朋友，暗戀貴明。
岡本葵（聲：岡村明香）
愛華的朋友，也暗戀貴明。
古賀亞里沙（聲：真野步）
山崎的朋友，特性是嘴巴壞，經常開黃腔。
飯星聖奈（聲：大西綺華）
1年C班的班長。
大槻惠（聲：劉婧犖）
1年C班的導師。

#### 學生會
佐城楓（聲：小松未可子）
涉的姐姐，學生會副會長。在容貌和言行上會給人很大壓力，涉無論是在學校還是在家對她都抬不起頭來。利用涉的弱點，比如違反校規的打工，經常讓他幫忙做學生會的工作。楓对弟弟特别冷淡，但是内心其实特别关心涉，涉也表示是个好姐姐。
結城颯斗（聲：染谷俊之）
光越高中學生會長，K4成員。长得十分帅气，自说曾经因长相而得意忘形，因此吃过不少苦头。
花輪蓮二（聲：梶田大嗣）
學生會成員，K4成員。
甲斐拓人（聲：荒井洸貴）
學生會成員，K4成員。

#### 風紀委員
四之宮凛（聲：石原夏織）
楓的好友，帥氣又漂亮的風紀委員長。以前曾經和楓有過一段糾紛，後已是互相信賴的摯友。
稻富由結（聲：安齋由香里）
光越高中風紀委員會的可愛成員，性格認真、努力，有男性恐懼症。
三田綾乃（聲：奧井優子）
光越高中風紀委員會的成員之一。
一之瀨優（聲：赤坂征之）
一之瀨深那的哥哥，光越高中風紀委員會的成員之一，肥胖體型。兄妹倆原本關係很好，但由於被深那目擊到跟由梨的交際現場，導致關係變得尷尬。

#### 其他校內學生
藍澤玲奈（聲：松本沙羅）
出於不可告人的目的而接近涉，隔壁班的活潑可愛型的美少女。有村和樹的女朋友。
有村和樹（聲：神田優）
藍澤玲奈的男朋友。
東雲·克勞蒂娜·茉莉花（聲：奈波果林）
以學生會長為目標的女學生，学习比夏川还好。现任學生會長颯斗的未婚妻。
第8卷时装比赛输掉后曾经一度想杀死楓然后再自杀，后来涉为了阻止她做傻事而以拿起裁缝剪刀割伤自己的左手。涉送去医院治疗伤口后東雲便被楓和颯斗严威指责，对自己引起的事件感到非常后悔。
園田日和（聲：高岸美里亞）
茉莉花的隨從。
五十川薰子（聲：星之谷雅雫）
茉莉花的隨從。
花岡由梨（聲：岩井映美里）
一之瀨優的女友。被一之瀨深那看到跟優交際的現場。

### 學生家人
夏川愛莉（聲：春野杏）
夏川愛華的妹妹，5岁，性格与愛華相反，特别开朗。
夏川母（聲：小若和郁那）
夏川愛華的母亲。
佐佐木有希（聲：咲咲木瞳）
佐佐木貴明的妹妹，兄控，要求涉向其匯報貴明的一舉一動。

### 校外
笹木風香（聲：栗坂南美）
因某件事而認識了涉的成熟女性，成熟的外表一开始被涉误认为是大学生，但實際上是美白濱女子中學三年級學生/初中生，没有一点恋爱经验，因此被涉嘲笑。经常观光涉工作的书店，似乎喜欢涉。
笹木光太
笹木風香的弟弟、在路上被一群初中生欺负、被工作时的涉拯救。

## 出版書籍

### 輕小說
| 卷數 | Hobby Japan   | Hobby Japan            | 東立出版社     | 東立出版社             |
| 卷數 | 發售日期      | ISBN                   | 發售日期       | ISBN                   |
| ---- | ------------- | ---------------------- | -------------- | ---------------------- |
| 1    | 2020年6月1日  | ISBN 978-4-7986-2206-4 | 2021年3月22日  | ISBN 978-957-266-532-9 |
| 2    | 2020年9月1日  | ISBN 978-4-7986-2289-7 | 2021年8月9日   | ISBN 978-957-267-377-5 |
| 3    | 2020年12月1日 | ISBN 978-4-7986-2368-9 | 2021年10月25日 | ISBN 978-957-267-887-9 |
| 4    | 2021年5月1日  | ISBN 978-4-7986-2490-7 | 2022年1月17日  | ISBN 978-957-268-317-0 |
| 5    | 2021年10月1日 | ISBN 978-4-7986-2622-2 | 2022年7月4日   | ISBN 978-957-269-405-3 |
| 6    | 2022年3月1日  | ISBN 978-4-7986-2755-7 | 2022年12月12日 | ISBN 978-626-718-641-1 |
| 7    | 2022年8月1日  | ISBN 978-4-7986-2891-2 | 2023年3月30日  | ISBN 978-626-360-327-1 |
| 8    | 2023年4月1日  | ISBN 978-4-7986-3144-8 | 2023年8月31日  | ISBN 978-626-372-375-7 |

### 漫畫
| 卷數 | KADOKAWA       | KADOKAWA               |
| 卷數 | 發售日期       | ISBN                   |
| ---- | -------------- | ---------------------- |
| 1    | 2021年9月25日  | ISBN 978-4-04-111932-7 |
| 2    | 2022年3月25日  | ISBN 978-4-04-112392-8 |
| 3    | 2022年11月25日 | ISBN 978-4-04-112968-5 |
| 4    | 2023年6月26日  | ISBN 978-4-04-113821-2 |
| 5    | 2024年3月26日  | ISBN 978-4-04-114663-7 |

## 電視動畫
2022年11月18日，宣佈獲改編為將於2023年首播的電視動畫，動畫製作公司是Studio五組和AXsiZ。

### 製作人員
- 原作：（HJ文庫刊）
- 人物原案：
- 導演：古賀一臣
- 系列構成：橫手美智子
- 人物設計：小關雅
- 音響監督：高桑一
- 音樂：佐高陵平
- 音樂製作：波麗佳音
- 動畫製作：Studio五組、AXsiZ[4]

### 主題曲
片頭曲Paraglider
作詞、作曲：渡邊翔，編曲：HAMA-kgn，主唱：石原夏織
片尾曲
作詞、作曲、編曲：山崎寬子，主唱：夏川愛華（CV：涼本秋穗）

### 各話列表
| 話數   | 日文標題 | 中文標題                                           | 劇本       | 分鏡     | 演出       | 作畫監督                                                                             | 總作畫監督 | 首播日期      |
| ------ | -------- | -------------------------------------------------- | ---------- | -------- | ---------- | ------------------------------------------------------------------------------------ | ---------- | ------------- |
| 第1話  |          | 我喜歡妳 跟我在一起吧                              | 橫手美智子 | 古賀一臣 | 古賀一臣   | 鐘文山、片岡英之                                                                     | 小關雅     | 2023年 7月3日 |
| 第2話  |          | 這是備用的三角巧克力派 請笑納                      | 橫手美智子 | 藏本穗高 | 藏本穗高   | 鐘文山、片岡英之 高梨光、服部憲知 Revival、RadPlus 、                                | 小關雅     | 7月10日       |
| 第3話  |          | 你別把夏季制服說成清涼穿著好嗎？                   | 金谷沙織   | 島津裕行 | 能見昌照   | Park Ae-ri Kim Bong-deok Jeong Jin-yeong Choi Eun-yeong Park Young-umi               | 田津奈奈子 | 7月17日       |
| 第4話  |          | 暗棕色？聽起來很帥氣                               | 金谷沙織   | 藤中達也 | 藤中達也   | 山本正嗣、星和伸 高梨光、Revival                                                     | 津幡佳明   | 7月24日       |
| 第5話  |          | 要打開看看裡面裝了什麼嗎？                         | 横手美智子 | 島津裕行 | 佐佐木純人 | 崔舒婷、片岡英之 、Animore                                                           | 小關雅     | 7月31日       |
| 第6話  |          | 記念第一學期結束的帕菲！                           | 横手美智子 |          | 藏本穗高   | 永田有香、服部憲知 池田竜也、崔舒婷 山本真嗣、馮含露                                 | 小關雅     | 8月7日        |
| 第7話  |          | 女大生真不得了                                     | 金谷沙織   | 古賀一臣 | 佐佐木純人 | 栗原基樹、松村康功 無錫櫻花動畫、鐘文山                                              | 津幡佳明   | 8月14日       |
| 第8話  |          | 罪孽太深重了吧？                                   | 金谷沙織   | 大嶋博之 | 能見昌照   | Song Hyeon-ju Jo Hye-jeong Ha Yeon-jeong Yun Jeong-hye Choi Eun-yeong Park Young-uhi | 田津奈奈子 | 8月21日       |
| 第9話  |          | 来杯咖啡。牛奶咖啡比例8:2 放一小匙砂糖，再加焦糖粉 | 金谷沙織   | 藤中達也 | 藤中達也   | 中岛智贵、服部宪治 冯含露、RadPlus Revival、OneOrder Grain、reboot                   | 山内尚树   | 8月28日       |
| 第10話 |          | 再五秒妳的腳就要踹到我了                           | 橫手美智子 | 島津裕行 | 佐佐木純人 | 關鵬、李思佳 周佩明、徐闖、陳潔瓊 劉軍、劉定福、孫振興                               | 小關雅     | 9月4日        |
| 第11話 |          | 你身上有汗味…看來你很勤奮嘛                        | 橫手美智子 | 大嶋博之 | 藏本穗高   | 山本正嗣、小島唯可 鐘文山、崔舒婷                                                    | 津幡佳明   | 9月11日       |
| 第12話 |          | 因為你是我的容身之處啊                             | 橫手美智子 | 古賀一臣 | 古賀一臣   | 永田有香、服部憲之 山本真嗣、中山智貴 馮含露、高橋紀子 崔舒婷、菊池一真 片岡英之     | 小關雅     | 9月18日       |

### 播映平台
| 播映國家、地區                     | 播映平台                           | 播映日期              | 播映時間              | 備註   |
| ---------------------------------- | ---------------------------------- | --------------------- | --------------------- | ------ |
| 臺灣                               | 巴哈姆特動畫瘋                     | 2023年7月4日－9月19日 | 星期二 02:00（UTC+8） |        |
| 臺灣                               | KKTV                               | 2023年7月4日－9月19日 | 星期二 02:00（UTC+8） |        |
| 臺灣                               | Hami Video                         | 2023年7月4日－9月19日 | 星期二 02:00（UTC+8） |        |
| 臺灣                               | 中華電信MOD                        | 2023年7月4日－9月19日 | 星期二 02:00（UTC+8） |        |
| 臺灣                               | friDay影音                         | 2023年7月4日－9月19日 | 星期二 02:00（UTC+8） |        |
| 臺灣                               | MyVideo                            | 2023年7月4日－9月19日 | 星期二 02:00（UTC+8） |        |
| 臺灣                               | LINE TV                            | 2023年7月4日－9月19日 | 星期二 02:00（UTC+8） |        |
| 臺灣                               | CATCHPLAY                          | 2023年7月4日－9月19日 | 星期二 02:00（UTC+8） |        |
| 香港、澳門、臺灣、馬來西亞、新加坡 | Ani-One中文官方動畫頻道（YouTube） | 2023年7月4日－9月19日 | 星期二 02:00（UTC+8） | [ 17 ] |
| 新加坡                             | meWATCH                            | 2023年7月4日－9月19日 | 星期二 02:00（UTC+8） |        |

## 外部連結
- 成為小說家吧官方網站（日語）
- HJ文庫官方網站（日語）
- 漫畫官方網站（日語）
- 電視動畫官方網站（日語）
- 電視動畫的X（前Twitter）（日語）